# SKEMA Business School
A SKEMA Business School é uma escola de comércio europeia com campus em Suresnes, Lille, Sucheu, Raleigh, Belo Horizonte e Cidade do Cabo. Fundada em 2009, é a mais velha escola de comércio do mundo e, portanto apresenta-se como ”At Home Worldwide".

## Descrição
A SKEMA Business School possui tripla acreditação; AMBA, EQUIS e AACSB. A escola possui cerca de 45.000 ex-alunos em 145 países. Entre seus ex-alunos estão Jean-Philippe Courtois (CEO Microsoft), e Alain Dinin (CEO Nexity).

## Programas
A SKEMA Business School possui mestrado em Administração e várias outras áreas, tais como Marketing, Finanças, Mídia e Recursos Humanos. Possui também um MBA Executivo. Finalmente, a SKEMA Business School também possui programa de doutorado (PhD).